# Eau-de-vie

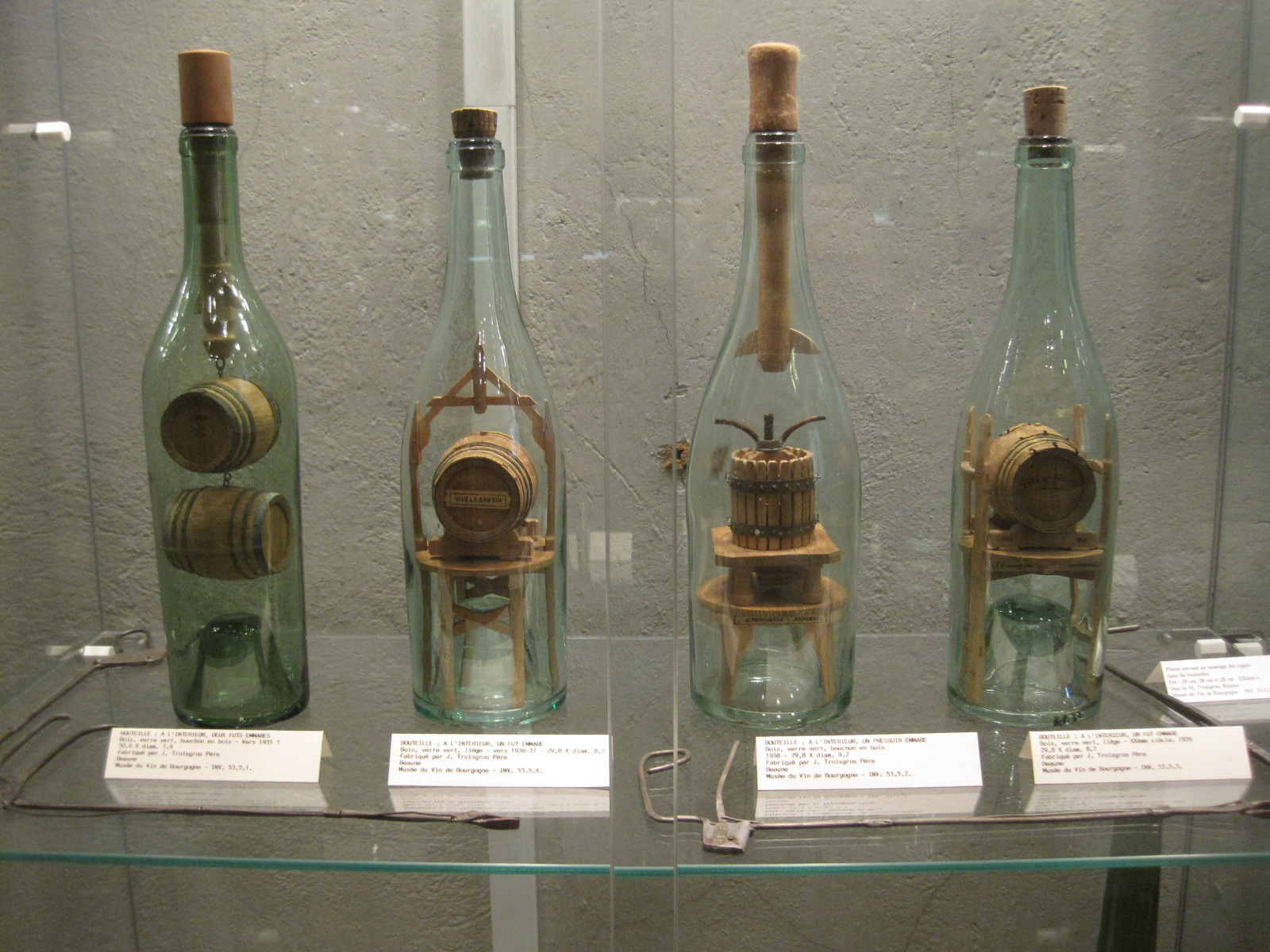
Bouteilles d'eau-de-vie exposées au musée du vin de Bourgogne de Beaune.

Une eau-de-vie (en latin aqua vitæ ; populairement « goutte » ou « gnôle ») est une boisson spiritueuse obtenue :
- par fermentation alcoolique de céréales, fruits, baies, racines, noix, légumes, marcs ou miel et distillation.
- par macération alcoolique de certains fruits, baies ou noix et distillation.

Une nouvelle tendance étend la production des eaux-de-vie à l'utilisation d'aliments confectionnés comme bases de macérations, tels que des rillettes ou des sablés.

## Définitions commerciales

### Union européenne
La réglementation européenne définit 44 catégories commerciales de boissons spiritueuses dont beaucoup sont des eaux-de-vie.
Les eaux-de-vie qui ne sont pas produites sur le territoire européen, comme la tequila ou le baijiu, ne sont pas reprises dans les 44 catégories.

#### Eaux-de-vie obtenues par fermentation et distillation
- Rhum
- Whisk(e)y
- Boisson spiritueuse de céréales ou eau-de-vie de céréales
- Eau-de-vie de vin
- Brandy ou Weinbrand
- Eau-de-vie de marc de raisin ou marc
- Eau-de-vie de marc de fruit
- Eau-de-vie de raisin sec ou raisin brandy
- Eau-de-vie de fruit, baie ou légume
- Eau-de-vie de cidre, eau-de-vie de poiré et eau-de-vie de cidre et de poiré
- Eau-de-vie de miel
- Hefebrand ou eau-de-vie de lie
- Eau-de-vie de bière
- Topinambur ou eau-de-vie de topinambour
- Vodka
- Gentiane

#### Eaux-de-vie obtenues par macération et distillation
L'eau-de-vie (complétée par le nom du fruit, des baies ou des noix) obtenue par macération et distillation est la boisson spiritueuse qui a été obtenue par macération des fruits, des baies ou des noix, partiellement fermentés ou non fermentés, avec la possibilité d'adjonction d'un volume maximal de 20 litres d'alcool éthylique d'origine agricole ou d'une eau-de-vie ou d'un distillat provenant des mêmes fruits, baies ou noix, ou d'une combinaison de ces produits, par 100 kg de fruits, de baies ou de noix fermenté, suivie d'une distillation.
Elle ne peut être obtenue qu'à partir des fruits, des baies ou des noix suivants :
- aronia
- aronia noir
- châtaigne
- agrumes
- noisette
- camarine noire
- fraise
- argousier
- houx
- cornouiller mâle
- noix
- banane
- myrte
- figue de Barbarie
- fruit de la passion
- merisier à grappes
- prunelle
- cassis
- groseille blanche
- groseille rouge
- groseille à maquereau
- églantine
- framboise arctique
- mûre des marais
- mûre
- framboise
- sureau
- sorbe
- corme
- alisier
- prune de cythère
- prune mombin
- myrtille d'Amérique
- canneberge
- myrtille
- airelle rouge

L'eau-de-vie (complétée par le nom du fruit, des baies ou des noix) obtenue par macération et distillation doit titrer un minimum de 37,5 % vol.
Elle ne peut être ni aromatisée ni colorée (sauf si elle a été vieillie au moins un an au contact du bois, elle peut alors être additionnée de caramel pour en adapter la couleur).
Elle ne peut contenir plus de 18 grammes par litre de produits édulcorants (exprimés en sucre inverti).

#### Geist
Le geist est la boisson spiritueuse produite par macération de fruits ou baies non fermentés ou de légumes, fruits à coque, autres matériels végétaux, tels que les herbes ou les pétales de rose, ou de champignons dans de l'alcool éthylique d'origine agricole, suivie d'une distillation.
Le geist doit titrer un minimum de 37,5 % vol.
Il ne peut être ni coloré ni aromatisé et ne peut contenir plus de 10 grammes par litre de produits édulcorants (exprimés en sucre inverti).
C'est dans cette catégorie commerciale (ou dans la catégorie vodka aromatisée) que tombent les "eaux-de-vie" fabriquées avec des aliments confectionnés (comme les rillettes ou les sablés). Cependant, dans le texte européen actuel, la liste des ingrédients utilisables comme base aux macérations pour la confection d'un geist se limite aux matériels végétaux et aux champignons ; la catégorie vodka aromatisée est, quant à elle, plus permissive. 

## Historique
L’eau-de-vie fut élaborée au Moyen Âge par des alchimistes qui tentaient de créer un élixir de longue vie. On lui a longtemps attribué des vertus médicinales, avec une certaine raison car le degré alcoolique de la plupart des eaux-de-vie en faisait d'excellents antiseptiques utilisables en interne (gargarismes en cas d'inflammation de la sphère ORL). Elle servait encore à soigner les enfants jusqu’à l’aube du XXe siècle, avec certains dégâts sur leur développement physique et mental ainsi que leur santé à long terme du fait des doses données.

## Les différentes eaux-de-vie

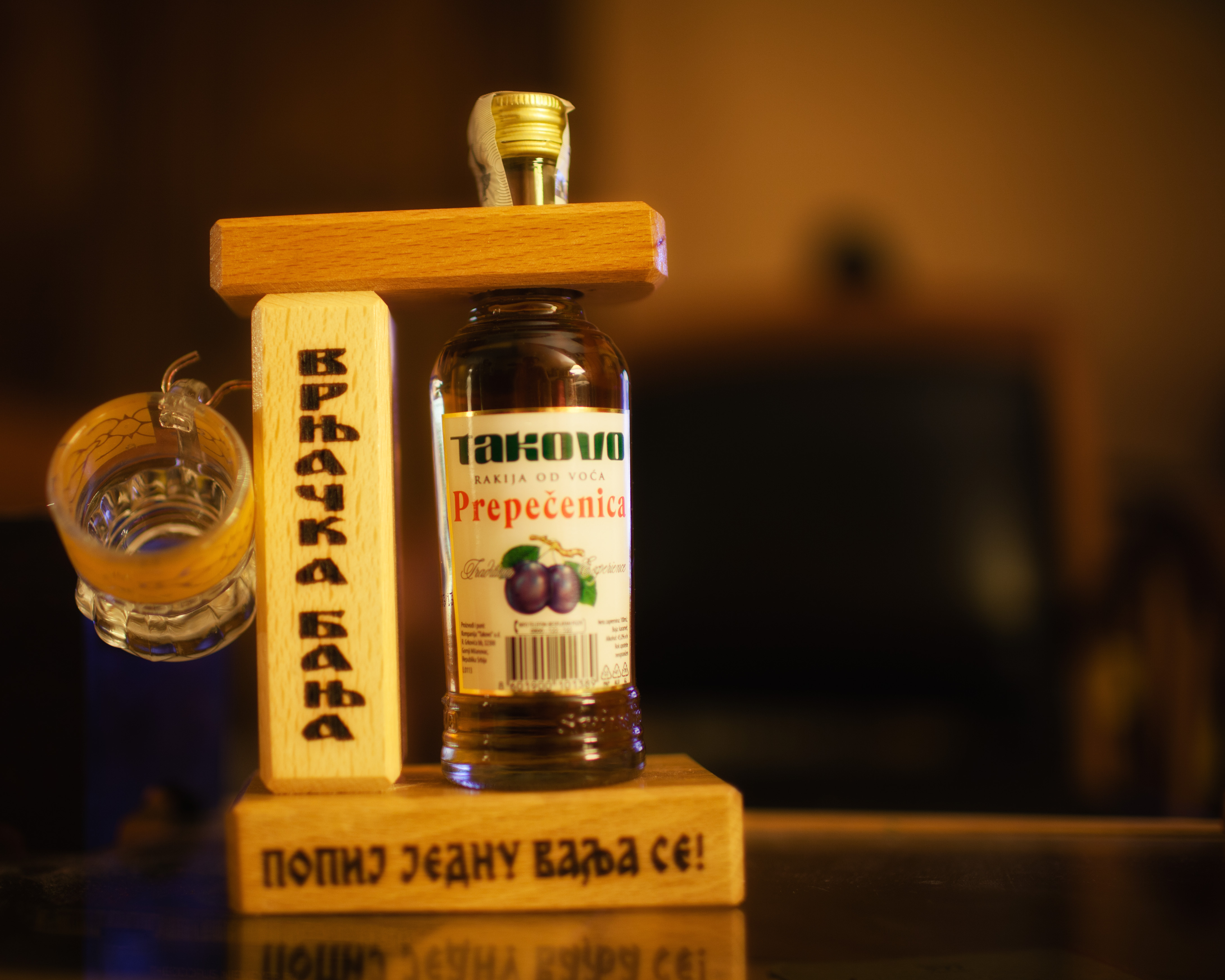
Takovo prepecenica, eau-de-vie de prune de Serbie.

### Eaux-de-vie obtenues par fermentation et distillation
| Eau-de-vie                  | Aliment(s) distillé(s)                                       |
| --------------------------- | ------------------------------------------------------------ |
| Fine, Brandy                | Vin ou vin de chaudière                                      |
| Eau-de-vie de bière         | Bière                                                        |
| Marc, Grappa                | Marc de raisin                                               |
| Whisky                      | Céréales (maïs, blé, orge, seigle...) éventuellement maltées |
| Vodka, Brännvin             | Céréales (blé, seigle...) et/ou pomme de terre               |
| Rhum industriel             | Mélasse                                                      |
| Rhum agricole, Cachaça      | Vesou (moût de canne à sucre)                                |
| Sodabi                      | Vin de palme                                                 |
| Lambig, Fine du Maine       | Cidre                                                        |
| Calvados                    | Cidre ou poiré                                               |
| Tequila, Mezcal             | Agave                                                        |
| Baijiu, Meiguilujiu, Shōchū | Sorgo, riz, sarrasin, patate douce, orge, sucre brun         |
| Abricotine                  | Abricot                                                      |
| Gentiane                    | Gentiane jaune                                               |
| Boukha                      | Figue                                                        |
| Kirsch                      | Cerise                                                       |
| Slivovictz                  | Quetsche                                                     |
| Rakija                      | Divers fruits                                                |
| Schnaps                     | Céréales, racines ou fruits                                  |

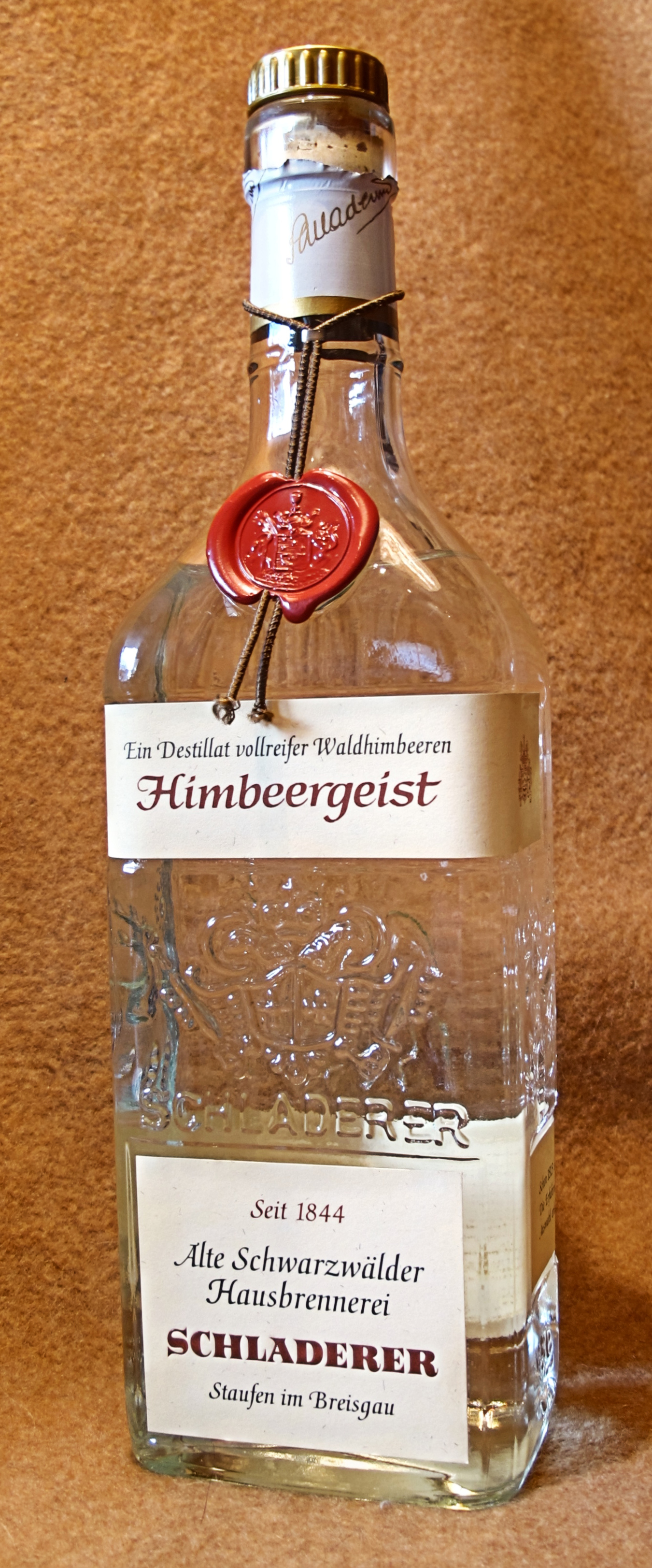
Himbeergeist, esprit de framboise ou eau-de-vie de framboise obtenue par macération et distillation

Le saké japonais n'est pas une eau-de-vie, étant obtenu par fermentation du riz sans distillation. Dans les restaurants chinois d'Europe, on propose fréquemment du shōchū (qui, lui, est distillé) sous le nom de « saké », ce qui entretient la confusion.

### Eaux-de-vie obtenues par macération et distillation
Certains fruits, baies et noix dont la concentration en sucre est trop faible pour produire une quantité d'alcool suffisante par fermentation peuvent être mis à macérer, non fermentés ou partiellement fermentés, dans un distillat provenant des mêmes fruits, baies ou noix, ou dans de l'alcool neutre (ou dans un mélange des deux) et distillés ensuite,.

#### Geists ou esprits
Les eaux-de-vie obtenues par macération et distillation peuvent porter le nom d'esprit (ou geist) lorsque les fruits, baies ou noix sont mis à macérer non fermentés dans de l'alcool neutre avant d'être distillés.
Un geist peut également être obtenu à partir de n'importe quelle autre matière première naturelle, pour peu qu'elle soit mise à macérer non fermentée dans de l'alcool neutre et distillée ensuite.

## Distillation

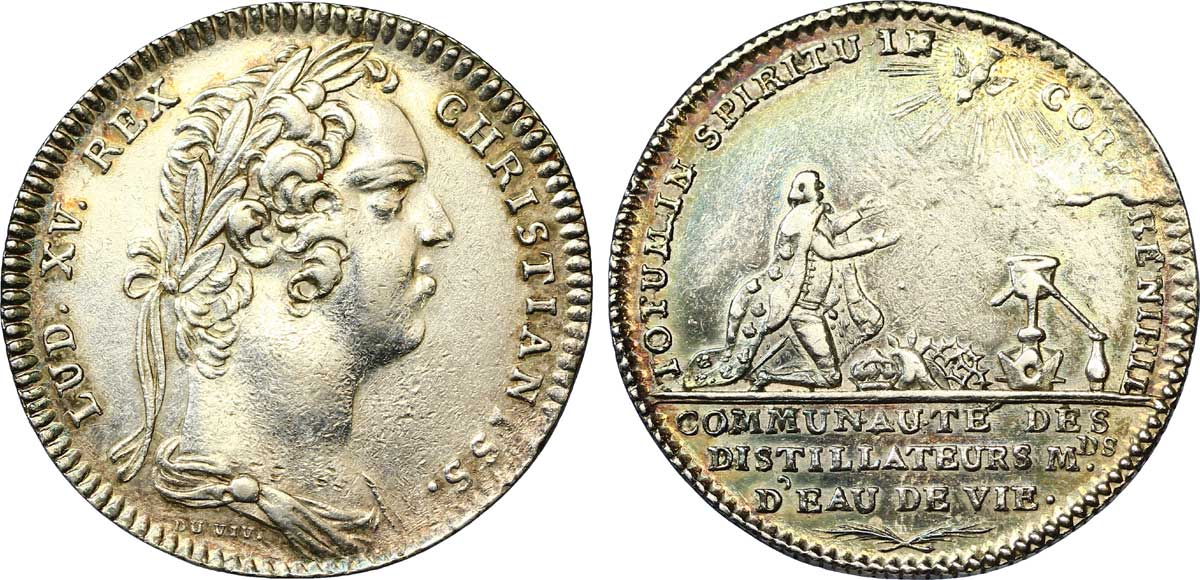
Jeton de la corporation française de la communauté des distillateurs marchands d’eau-de-vie, émission de 1732.

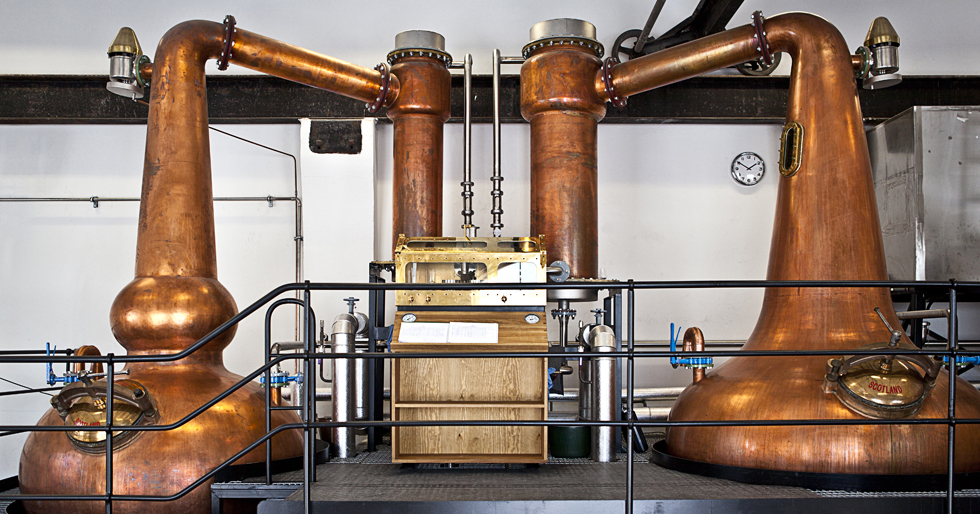
Alambic en Suède.

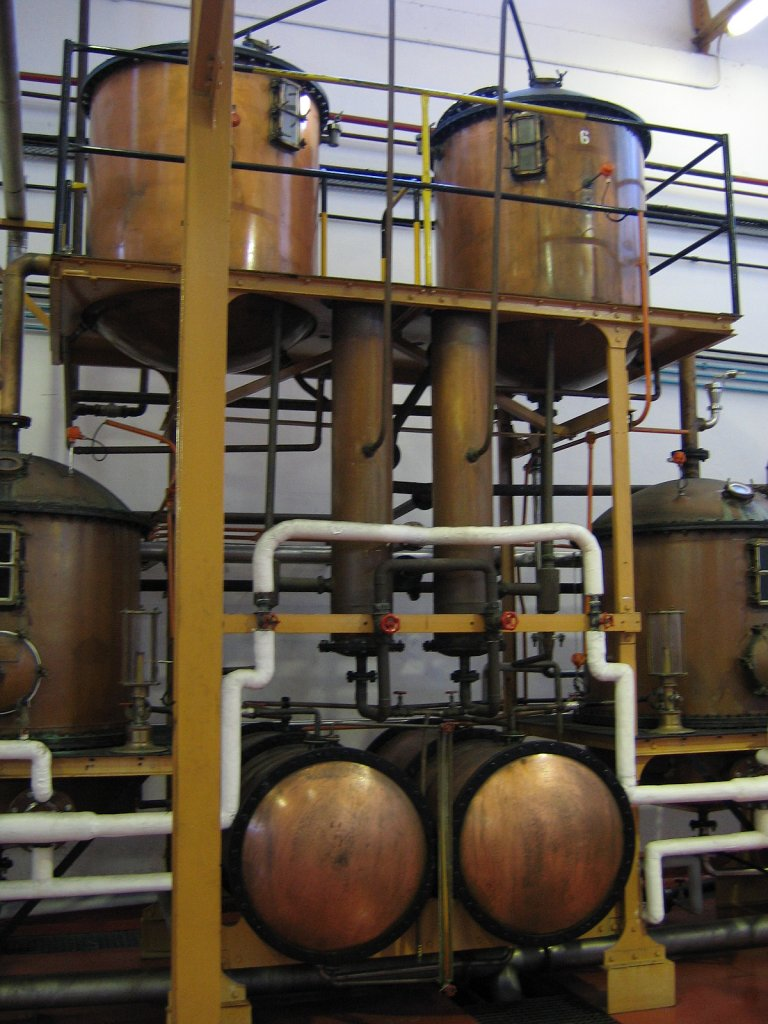
Distillerie d’eau-de-vie en Afrique du Sud.

La distillation est l’opération permettant de faire évaporer l’alcool puis de le condenser afin d’augmenter la proportion d’alcool dans le produit final.
L’alcool (éthanol) s’évapore à environ 78,5 °C, donc à une température inférieure à la température d'ébullition de l’eau (100 °C à la pression atmosphérique normale).
Cependant, il se produit toujours une évaporation partielle même avant la température d’ébullition et, de surcroît, le mélange eau-alcool ne se comporte pas comme la simple addition des deux produits éléments, car l’alcool a des liaisons fortes avec l’eau (voir diagramme de phase et azéotrope).
Donc, même en restant en dessous de 100 °C, le produit de la distillation contient toujours de l’eau. Pour obtenir de l’alcool absolu (environ 100 % d'éthanol), il est possible d'utiliser divers procédés, comme l'utilisation d'un tiers corps, miscible à chaud mais pas à froid.
D’autre part, le liquide contient en général non pas un seul alcool (dépendant de la filière), mais un mélange de plusieurs alcools et d’autres composés comme les aldéhydes et esters et, bien sûr, des composés caractéristiques (le plus souvent) des végétaux ou (parfois) de l’animal à l’origine du moût. Certains sont recherchés, d’autres plutôt préjudiciables en termes de goût, d’autres enfin sont dangereux (la consommation de produits de distillation mal accomplie est, outre les problèmes d’alcoolisme, une activité à haut risque : le méthanol notamment, présent dans les têtes de distillation, est neurotoxique : il rend aveugle, car il attaque la rétine, composée de neurones). Pour ces raisons, la distillation s’effectue souvent en plusieurs temps, de façon à éliminer les produits indésirables (empiriquement : les fractions dites « têtes », les plus légères car les premières arrivées dans le condensateur et les fractions dites « queues », les plus lourdes qui arrivent en fin de distillation).
En outre, la distillation est complétée, dans le même objectif, par une période de maturation qui va, là encore, laisser s’échapper les produits les plus légers et permettre des réactions complexes (souvent avec le bois) qui remplacent les éléments lourds par des composés plus aromatiques.